# The Conquest of Granada

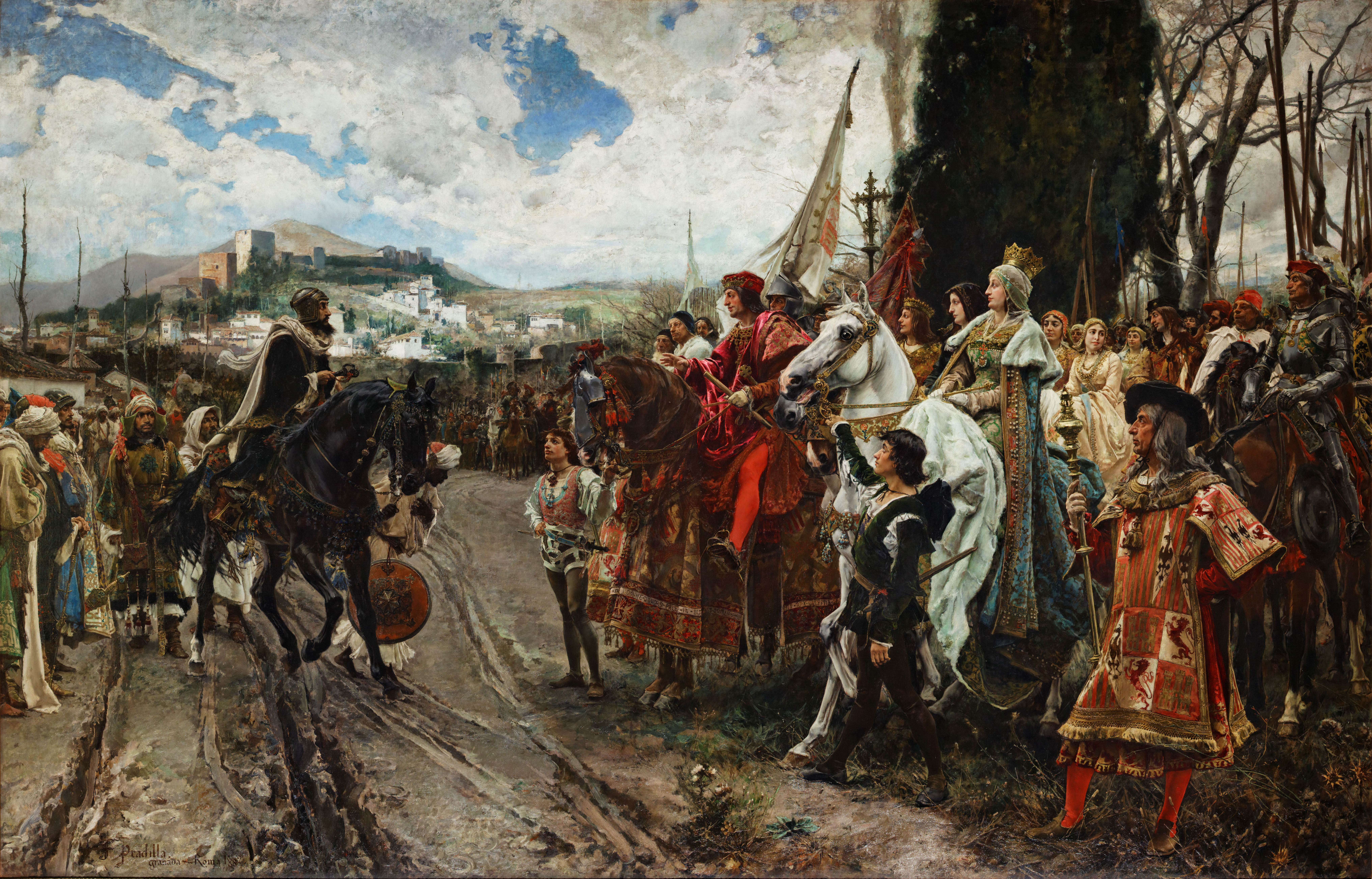
De overgave van Granada, door Francisco Pradilla Ortiz (1882)

Almanzor and Almahide or, The Conquest of Granada by the Spaniards. A Tragedy is een tweedelig toneelstuk van John Dryden, opgevoerd in 1669 en 1670 en voor het eerst gepubliceerd in 1672. Het stuk behandelt de verdrijving anno 1491 van Koning Mohammed Abu Abdallah (Boabdelin) uit de stad Granada door Ferdinand II van Aragon en Isabella I van Castilië, hetgeen het einde van de overheersing van Spanje door de Moren betekende. Het werk is echter geen historisch accurate weergave van de val van Granada; de meeste personages zijn verzonnen en/of ontleend aan de romans Ibrahim, ou l’illustre Bassa en Almahide, ou l’esclave reine van Madeleine de Scudéry, die medio 17de eeuw tot de meest gelezen werken van Europa behoorden. 
Dryden zette de historische stof naar zijn hand door de belegering van Granada te combineren met diverse intriges en liefdesperikelen die ontstaan te midden van de politieke strijd tussen de twee mohammedaanse clans van de Zegries en de Abencerrajes, gebruikmakend van een diëgetische techniek die aan Romeo and Juliet herinnert. Dit groots opgezette toneelstuk van in totaal tien bedrijven was een buitengewoon succes en werd opgedragen aan James, hertog van York, de latere Jacobus II van Engeland.
De grote vernieuwing die Dryden met The Conquest of Granada introduceerde, was het consequente gebruik van ‘heroïsche coupletten’: alle personages spreken in jambische pentameter, waarbij elke regel steeds op de vorige rijmt. Deze strakke versmaat moest waardigheid en heldhaftigheid uitstralen; Dryden was weliswaar dichter genoeg om dit ook te laten werken — zijn klemtonen vallen op de juiste lettergrepen en hij maakt hoogst zelden van syncope gebruik om het metrum te laten kloppen —, maar desalniettemin leverde het hem naderhand kritiek op omdat het lijkt alsof de personages staccato hun tekst afraffelen, hetgeen een onnatuurlijk effect kan hebben. Algauw werden zijn heroïsche coupletten dan ook geparodieerd: reeds in 1672 schreef George Villiers, de hertog van Buckingham, The Rehearsal, een stuk dat Drydens ‘vernieuwing’ belachelijk maakte. George Saintsbury merkt evenwel op dat Dryden niet de eerste was die deze versvorm toepaste: vóór de Engelse Burgeroorlog valt ze terug te vinden in de toneelstukken van Thomas Goffe, zij het niet doorlopend toegepast.
De première in het Theatre Royal bevatte een rolverdeling met talloze beroemde acteurs van destijds: Edward Kynaston speelde Boabdelin, Michael Mohun was Abdelmelech, Charles Hart vertolkte Almanzor, Nell Gwyn speelde Almahide, Lyndaraxa werd door Rebecca Marshall vertolkt, Elizabeth Boutell trad als Benzayda op en Anne Reeves speelde Esperanza.

## Achtergrond
Na de dood van William Davenant in 1668 was Dryden Poet Laureate geworden. Zijn eerste toneelstukken, zoals The Wild Gallant, waren niet bij de koning in de smaak gevallen, maar Lady Castlemaine was er enthousiast over geweest. Hij had naam gemaakt met indrukwekkende dichtwerken als Annus Mirabilis, die het optreden van koning Karel II tijdens de pestepidemie in 1665 en de grote brand van Londen in 1666 rechtvaardigden en hem de waardering van het hof hadden opgeleverd. Tezelfdertijd ontpopte hij zich tot een theoreticus van het toneel: in zijn dialoog An Essay of Dramatick Poesie zette hij zijn ideeën over goed theater uiteen, in het bijzonder het gebruik van rijm. Hierdoor was hij in een pennenstrijd met Sir Robert Howard verwikkeld geraakt, zijn zwager en vroegere werkgever, die als gentleman amateur eveneens toneelstukken schreef en zich tegen rijm verzette. Dryden en Howard waren uit elkaar gegroeid nadat Howard de zijde van Buckingham had gekozen in een complot om Lord Clarendon af te zetten en hem de schuld voor de mislukking van de Tweede Engels-Nederlandse Oorlog in de schoenen te schuiven. Dryden doorzag dit politieke spelletje en nam het zonder reserves op voor Clarendon en voor James, hertog van York, de broer van de koning, die de leiding over de zeemacht had. In het voorwoord bij The Conquest of Granada vergelijkt hij zijn held Almanzor ondubbelzinnig met de hertog. 
In de zestiger jaren van de zeventiende eeuw kreeg Dryden ambities om een groots toneelstuk te schrijven dat beantwoordde aan zijn denkbeelden over verheven taalgebruik en een plot met een filosofische achtergrond had. Hij had een contract bij de King's Company ondertekend dat hem verplichtte drie stukken per jaar af te leveren. Eerdere werken, waaronder Tyrannick Love dat hij in zeven weken had geschreven, waren ietwat ongepolijst haastwerk, vol groteske overdrijvingen en een handeling die dermate gecomprimeerd was dat het belachelijk werd, al was dit volgens Winn (1987) waarschijnlijk ook deels de bedoeling. Voor The Conquest of Granada liet hij zich uitgebreid de tijd. Evenals in zijn tot dan toe beroemdste werk, The Indian Emperor, plaatste hij de actie in een exotische omgeving, in dit geval het middeleeuwse Spanje. Door de ‘christenen’ tegenover de ‘mohammedanen’ te plaatsen leidde hij de aandacht af van het conflict tussen protestanten en katholieken dat de interne Engelse politiek in zijn greep hield. Ook maakte hij gebruik van de Engelse sympathie voor Spanje die toentertijd in Engeland in zwang was: in het conflict met Frankrijk en de Nederlanden gold Spanje als bondgenoot.
De première was noodgedwongen uitgesteld doordat meerdere actrices van het gezelschap, onder wie Gwyn, zwanger waren. Dryden maakt hierover een ironische opmerking in zijn proloog.

## Invloeden
In The Conquest of Granada tracht Dryden een synthese te maken tussen drama en epos, ingekleed in een taalgebruik dat tegelijk verheven en evocatief is. De liefdesintriges vertonen invloed van de ridderroman en het romantische epos, zoals Davenants Gondibert: de strijdbare Almanzor is een haast bovenmenselijke held van mythische omvang, met echo’s van Aeneas zoals die beschreven werd door Vergilius, een antieke dichter die Dryden sterk bewonderde. Wanneer hij verliefd wordt, verliest Almanzor echter zijn stabiliteit en gaat aan zichzelf twijfelen, net zoals Karel II een daadkrachtige vorst met een alom bekende zwak voor vrouwelijk schoon was. Toen Nell Gwyn Almahide speelde, was zij inmiddels van een kind van de koning bevallen. In The Conquest of Granada vertolkte zij een kuise, bijna preutse vrouw, en deze ironie zal het publiek niet ontgaan zijn.
Dryden had duidelijk de Leviathan van Thomas Hobbes gelezen. De monoloog waarin hij Almanzor laat verklaren dat hij alleen baas over zichzelf is, is geïnspireerd op Hobbes’ idee over de wetten van de natuur, dat wil zeggen, machtsverhoudingen bij primitieve volkeren. Hier komt tevens de uitdrukking noble savage in voor, het idee van de ‘edele wilde’ dat later onder anderen door Rousseau hergebruikt zou worden. Dryden nam Hobbes’ denkbeelden niet kritiekloos over; zijn toneelstuk behandelt de spanning tussen politieke macht en moraliteit en is uiteindelijk een verdediging van het koninklijke recht, op voorwaarde dat dit ethisch gerechtvaardigd is: een koning moet in eerste instantie een rechtvaardig mens zijn. In Drydens stuk zijn machthebbers niet emotieloos: de verhoudingen tussen de personages hebben daarentegen geregeld een onverbloemd seksueel karakter. Dit komt het sterkst tot uiting in Lyndaraxa, die haar fysieke aantrekkingskracht gebruikt om haar liefhebbers te manipuleren en zodoende een greep naar de macht te wagen.

## Deel I

### Inleiding, essay en proloog

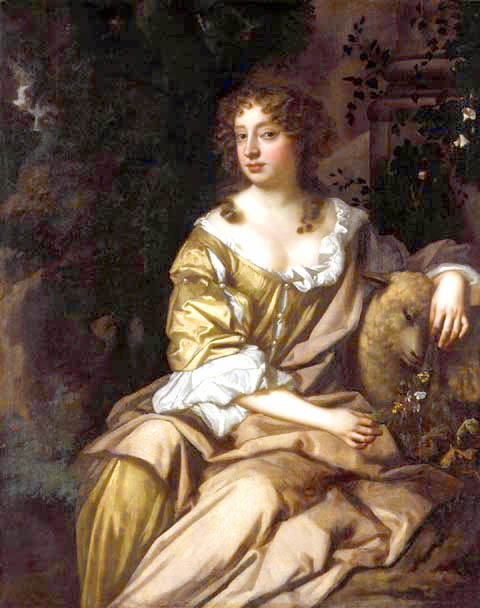
Nell Gwyn speelde Almahide

In zijn opdracht aan James, hertog van York, vergelijkt Dryden de hertog met zijn held Almanzor; James was immers net zo onverzettelijk als hij in diens strijd tegen de Nederlanders in de Tweede Engels-Nederlandse Oorlog: „Heroes should only be judged by heroes, because they only are capable of measuring great and heroic actions by the rule and standard of their own.” (Helden dienen slechts door helden beoordeeld te worden, aangezien alleen zij in staat zijn om grootse en heldhaftige daden af te meten naar hun eigen maatstaven en normen.) Na de toewijding volgt een verhandeling getiteld Of Heroic Plays, waarin Dryden zijn keuze voor de heroïsche stijl verantwoordt en zijn schatplichtigheid aan The Siege of Rhodes van William Davenant onderkent.
De proloog werd door Nell Gwyn gesproken, getooid met een breedgerande hoed en een ceintuur. Ze drijft de spot met fops, oppervlakkige modegekken, onder het publiek.

### Eerste bedrijf
Boabdelin, koning van Granada, feliciteert Abenamar van het huis der Abencerrajes met de overwinning van diens zoon Ozmyn in een stierengevecht. Terwijl ze nagenieten van het spektakel, weerklinkt de alarmklok van het Alhambra: er is een gevecht tussen de Zegries en de Abencerrajes uitgebroken. Almanzor en de koning komen tussenbeide. Boabdelin vermaant beide partijen: tweedracht tussen mohammedaanse clans speelt louter in de handen van de christenen die de stad belegeren.
| Lean times and foreign wars should minds unite; | Armoe en oorlog moeten geesten binden;        |
| When poor, men mutter, but they seldom fight.   | Ze klagen, maar zijn niet vechtend te vinden. |
| Oh holy Allah! that I live to see               | Heilige Allah, dat ik moet meemaken           |
| Thy Granadines assist their enemy!              | Hoe Granadisten hun vijand sterk maken!       |
| You fight the Christians’ battles; every life   | U vecht des christen veldslag en verspilt     |
| You lavish thus, in this intestine strife,      | Intern zovele levens ongewild,                |
| Does from our weak foundations take one prop    | Die uit ons fundament een steen losweken,     |
| Which helped to hold our sinking country up.    | Die moest voorkomen dat ons land zou breken.  |

Zulema is het hoofd van de clan der Zegries en beschuldigt Ozmyn van de moord op zijn zoon Tarifa. Almanzor trekt met zijn zwaard een streep in het zand en daagt iedere Zegrí of Abencerraje uit, over de streep te stappen om een lid van de tegenpartij aan te vallen. Koning Boabdelin verbiedt alle duels tussen de Zegries en de Abencerrajes. Gomel van de Zegries vecht met Almanzor, en wordt algauw, tegen het koninklijke bevel in, door Almanzor gedood. Boabdelin wil Almanzor terechtstellen; Almanzor verklaart dat hij niemands autoriteit aanvaardt, ook niet die van de koning; hij alleen is baas over zichzelf. Abdalla, de broer van de koning, verhindert dat Almanzor geëxecuteerd wordt: hij heeft hem persoonlijk uit Fez meegebracht, alwaar hij hem heldhaftig voor het koningshuis heeft zien vechten.
De hertog van Arcos, generaal van Ferdinand en Isabella, betreedt de scène en eist de overgave van de stad Granada. Boabdelin verklaart dat Spanje reeds achthonderd jaar het wettige eigendom van de Moren is, sedert de dood van Koning Roderik. Arcos verklaart officieel de oorlog uit hoofde van Ferdinand en Isabella. Esperanza, de slavin van Koningin Almahide, komt melden dat de koningin diep bedroefd is en dat er hedenavond een zambra gedanst zal worden om de gemoederen te bedaren.

### Tweede bedrijf
De eendracht tussen de Zegries en de Abencerrajes is hersteld: Abdelmelech, hoofd van de Abencerrajes, is verliefd op Lyndaraxa, de zuster van Zulema, hoofd van de Zegries. De onversaagde Almanzor heeft de christenen in een veldslag verslagen en hertog Arcos gevangengenomen. Almanzor daagt de hertog uit en wil hem vrijlaten om Koning Ferdinand te verwittigen.
Wanneer prins Abdalla en Lyndaraxa alleen zijn, vertelt Abdalla haar dat ook hij op haar verliefd is. Lyndaraxa minacht hem omdat hij slechts een prins is, geen koning; ze wil alleen huwen met iemand die het vooruitzicht op de troon biedt.
| Had you that crown, which you but wish, not hope, | Droeg u die kroon, meer fantasie dan waarde:   |
| Then I, perhaps, might stoop, and take it up.     | Misschien verlaagde ik mij, en aanvaardde.     |
| But till your wishes and your hopes agree,        | Zo lang uw hoop de waarheid overtreft,         |
| You shall be still a private man with me.         | Blijft u slechts burger, voor wat mij betreft. |

Abdalla overlegt met Zulema, die hem opstookt om een staatsgreep te plegen en zodoende meteen ook de Abencerrajes uit de weg te ruimen. 

### Derde bedrijf

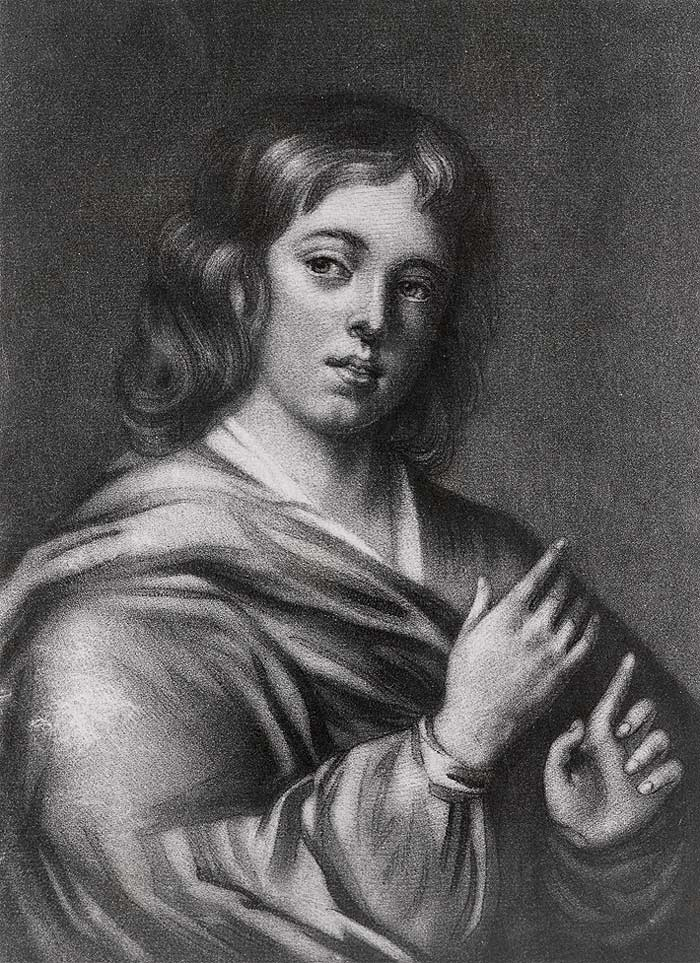
Edward Kynaston speelde Boabdelin

Koning Boabdelin heeft Almanzor geweigerd, hertog Arcos vrij te laten: Almanzor is ziedend van woede. Abdelmelech is jaloers op Abdalla; hij tracht op Lyndaraxa in te praten. Lyndaraxa eist gehoorzaamheid van haar minaars. De zambra van die avond wordt gedanst: de hierbij horende tekst is het gedicht ‘Beneath a myrtle shade’, een pastorale idylle.
Na de zambra weerklinkt luid trompetgeschal: de Zegries zijn in aantocht. Abdalla heeft de macht gegrepen en zichzelf tot koning uitgeroepen. Almanzor heeft de zijde van de Zegries gekozen; de oude Abencerraje Abenamar wil zich tegen Almanzor verdedigen en geeft de koning de opdracht, zich in het Alhambra te verschuilen. De Abencerraje Ozmyn heeft de zoon van de Zegrí Selin gedood, en Selin wil wraak. Almanzor eist in ruil voor zijn diensten aan Abdalla dat deze hertog Arcos vrijlaat.
Almahide is thans de gevangene van Almanzor: hij wordt algauw verliefd op haar, en vraagt als beloning van Abdalla dat hij haar vrijlaat. Abdalla weigert, Almahide te bevrijden, en Zulema maakt thans eveneens aanspraak op haar. Almanzor, die tenslotte Abdalla aan de macht heeft geholpen, verbreekt zijn vriendschap met de nieuwe koning, herinnert hem eraan dat hij slechts dankzij hem koning is geworden en verlaat ijlings de scène.
| But at my ease thy destiny I send,           | Doch met gemak verkondig ik uw lot,             |
| By ceasing from this hour to be thy friend.  | Dat heden onze vriendschap is verbrod.          |
| Like heaven, I need but only to stand still, | Zoals de hemel houd ik louter halt,             |
| And, not concurring in thy life, I kill.     | En dood u wanneer gij mij niet bevalt.          |
| Thou canst no title to my duty bring,        | Op mijn diensten hebt gij geen enkel recht;     |
| I’m not thy subject, and my soul’s thy king. | ’k Ben niet uw onderdaan: gij zijt mijn knecht. |

### Vierde bedrijf
Almanzor gaat zijn diensten aan Boabdelin aanbieden, omdat hij heeft ingezien dat Abdalla nog veel ondankbaarder is dan Boabdelin. Abdelmelech gaat Lyndaraxa opzoeken en poogt haar te overhalen, Abdalla te verlaten en met hem mee te komen. Abdelmelech vraagt Lydaraxa ten huwelijk, wat ze weigert. Ze wil hem evenmin beloven dat ze niet met Abdalla zal trouwen. Abdalla is in aantocht en Abdelmelech moet vluchten. Abdalla brengt een serenade aan Lyndaraxa: ‘Wherever I am and whatever I do, my Phyllis is still in my mind’. Abdalla gaat Lydaraxa begroeten en haar opnieuw zijn liefde verklaren; zij is echter machtsgeil, en vindt dat Abdalla’s kroon niet stabiel is zo lang zijn broer Boabdelin nog leeft: wil Abdalla dat Lyndaraxa hem bemint, dan zal de oude koning Boabdelin moeten sterven. Hij verschuilt zich nog steeds in het Alhambra, de enige plek die Abdalla niet heeft kunnen innemen.
De oude Zegrí Selin heeft de jonge Abencerraje Ozmyn, zoon van Abenamar, gevangengenomen en gaat hem aan zijn dochter Benzayda voorstellen, teneinde bloedwraak voor de dood van zijn eigen zoon Tarifa (Benzayda’s broer) uit te oefenen, die door Ozmyn gedood werd. Hij geeft Benzayda een zwaard en laat aan haar de eer, Ozmyn dood te steken. Ze kan dit niet over haar hart krijgen. Selin wordt weggeroepen door boodschappers die hem melden dat Abdalla’s aanval op het Alhambra is afgeslagen, en eist dat Benzayda Ozmyn doodt vooraleer hij terugkomt. Zodra hij de scène verlaten heeft, blijkt echter dat de twee verliefd op elkaar zijn, ook al stammen ze uit twee verschillende clans. Er breekt een gevecht uit tussen twee bewakers: de ene wil Ozmyn sparen, de andere wil hem doden. In het strijdgewoel wil Ozmyn ontsnappen, maar dan betreedt Abenamar de scène. Abenamar is Benzayda hoogst dankbaar voor de redding van zijn zoon, maar weet op dit moment nog niet dat zij de zuster is van de man die door zijn zoon werd vermoord.
Almanzor heeft Almahide bevrijd, maar is bedroefd omdat ze nooit de zijne kan worden.
| The work is done; now, madam, you are free;        | Het werk volbracht; thans, hoogheid, bent u vrij; |
| At least, if I can give you liberty:               | Althans zo uw vrijheid afhangt van mij;           |
| But you have chains which you yourself have chose; | U draagt kluisters die u uzelf gebiedt,           |
| And, O, that I could free you too from those!      | En u daaruit bevrijden, kan ik niet.              |

Ondanks zijn oprechte liefdesverklaringen, beseft Almanzor dat de aanstaande koningin nooit een affaire met hem kan beginnen. Hij neemt zich voor, haar man in spe zo goed mogelijk te dienen, bij wijze van eerbetoon aan haar.

### Vijfde bedrijf en epiloog

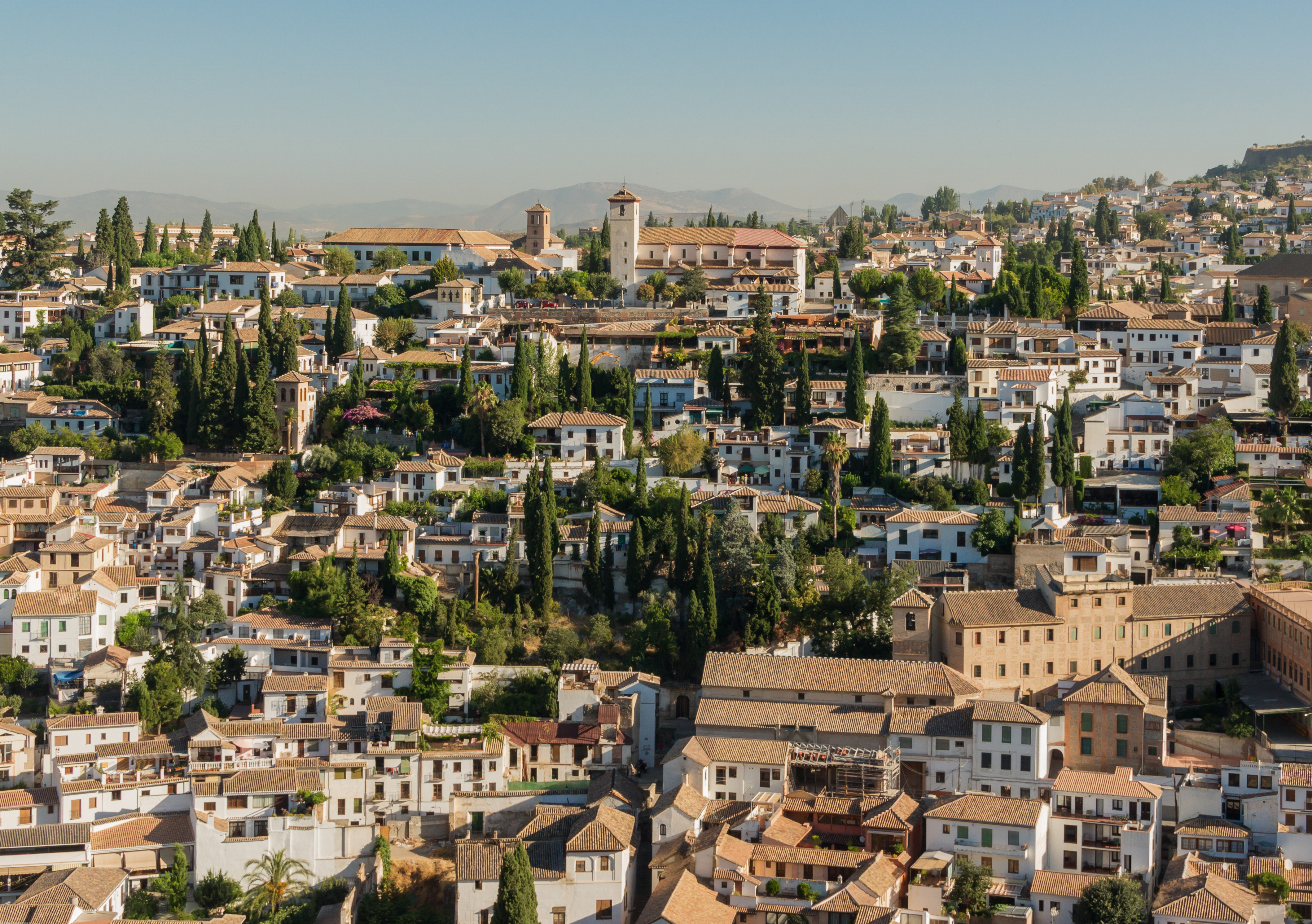
Het Albaicín

Abdalla is op de vlucht voor de troepen van Boabdelin en staat aan de muur van het Albaicín. De wachters hebben orders niemand binnen te laten. Dan verschijnt Lyndaraxa op de muur. Abdalla smeekt haar, haar binnen te laten en zegt dat zij hem tot de rebellie heeft aangemoedigd, hetgeen zij ten stelligste ontkent. Abdalla komt tot het inzicht dat Lyndaraxa trouweloos is en druipt onverrichter zake af.
Ozmyn vertelt zijn vader dat zijn leven gered werd door de zuster van de door hem gedode Tarifa, die derhalve de dochter van Selin is. Abenamar heeft hier geen begrip voor: voor hem is Benzayda een telg uit het huis van de vijand, en het is niet eerbaar, door de vijand gered te worden. Hij dreigt ermee dat hij Ozmyn niet langer als zijn zoon zal erkennen indien hij zijn verhouding met Benzayda volhoudt.
| Your reasons speak too much of insolence:    | Jouw argumenten storen mij te veel:             |
| Her birth’s a crime past pardon or defence.  | Van huize uit is zij zwaar crimineel.           |
| Know, that as Selin was not won by thee,     | Weet: daar Selin ontsnapt is uit uw net,        |
| Neither will I by Selin’s daughter be.       | Word ik ook niet door zijn dochter gered.       |
| Leave her, or cease henceforth to be my son: | Laat haar of wees voortaan niet meer mijn zoon: |
| This is my will, and this I will have done.  | Dat eis ik, en dat doet gij dus gewoon.         |

Ozmyn en Benzayda besluiten samen weg te lopen.
Abdelmelech vraagt Boabdelin, Lyndaraxa’s broers te sparen. Boabdelin stuurt hem achter Abdalla aan, die voortvluchtig is. Almanzor belooft de koning dat hij morgen het hoofd van de overwonnen Ferdinand zal brengen en dat hij het Moorse koninkrijk tot voorbij de Golf van Biskaje zal uitbreiden. Boabdelin zegt Almanzor dat hij alles mag vragen wat zijn hart begeert, en dat hij vrijuit mag spreken. Almanzor verklaart dat hij Almahide wil, en dat is het enige op de hele wereld wat de koning hem niet kan geven. Wanneer Almanzor aandringt en de koning blijft weigeren, verbreekt Almanzor zijn belofte. Boabdelin wil hem de laan uitsturen: Almanzor biedt verzet en wordt in de boeien geslagen. Als straf zal hij het officiële huwelijk tussen Boabdelin en Almahide moeten bijwonen. Boabdelin begint te vermoeden dat Almahide een affaire met Almanzor heeft en vraagt haar uit over hoezeer ze op Almanzor gesteld is.
Tijdens een laatste afscheid stuurt Almahide Almanzor weg. Abdalla is naar het christelijke kamp overgestoken; de Spanjaarden erkennen Abdalla als rechtmatige koning. Lyndaraxa heeft bezit van het Albaicín genomen. Selin ontdekt dat zijn dochter met Ozmyn is gevlucht, en Boabdelin beslist voor ’s anderendaags een offensief voor te bereiden. 
In een (voor het Restauratie-theater) typisch onderdanige epiloog vraagt Dryden begrip voor zijn tekortkomingen, en verklaart dat hij het publiek beter had kunnen behagen, indien hij er niet zo hevig op gesteld was.

## Deel II

### Proloog en eerste bedrijf

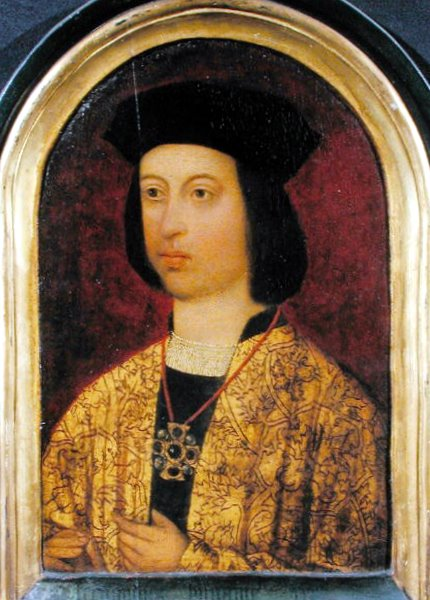
Ferdinand van Aragon

De strijdvaardige proloog van deel II steekt de draak met critici die zelf niet kunnen schrijven en die er wild op los speculeren, hoe het toneelstuk verder zal gaan. Het oordeel van dergelijke dwazen is van weinig belang.
Koning Ferdinand, Koningin Isabella en de kapitein Alonzo d’Aguilar bevinden zich in het legerkamp. Abdalla en de hertog van Arcos betreden de scène. Ozmyn en Benzayda zijn in de handen van de christenen gevallen, en Abdalla identificeert hen voor Isabella, verbaasd dat de neef van zijn vijand tezamen met de dochter van diens vijand op de been was. Benzayda heeft Ozmyn de dood van haar broer vergeven, doch dit druist in tegen de wetten, en luidens Abdalla moet Ozmyn gedood worden. Ozmyn wil zich voor Benzayda opofferen en verzoekt Isabella, haar te sparen. Isabella besluit de beiden amnestie te verlenen, waarmee Ferdinand instemt.
In het Alhambra heeft Zulema, hoofd der Zegries, eveneens gratie gekregen, maar zint desalniettemin op een gelegenheid om wraak uit te oefenen. De strijd verloopt nadelig voor Boabdelin, nu Almanzor niet meer aan zijn zijde staat. Boabdelin beseft dat zijn rijk ten dode is opgeschreven.
| Of all mankind, the heaviest fate he bears,    | Hij is als vorst het meest ten einde raad: |
| Who the last crown of sinking empire wears.    | De laatste van een rijk dat ondergaat.     |
| No kindly planet of his birth took care;       | Hij werd onder geen goede ster geboren,    |
| Heaven’s outcast, and the dross of every star! | Planetenrommel wil hem niet verhoren.      |

Er breekt een volksopstand uit onder de inwoners van Granada, die eisen dat de koning ofwel capituleert, ofwel Almanzor terugroept. De koning heeft geen andere keuze dan de rebel terug te halen en bejammert zijn lot: hij, als vorst, is immers aan de willekeur van een vrijbuiter overgeleverd. Almanzor bevindt zich momenteel echter in Málaga. Almahide weet dat zij de enige is die Almanzor zal kunnen overhalen, en dit stemt Boabdelin droevig. Almahide wordt verscheurd door een innerlijke tweestrijd, en weet niet meer of ze aan Almanzor moet toegeven, of trouw aan Boabdelin blijven.

### Tweede bedrijf

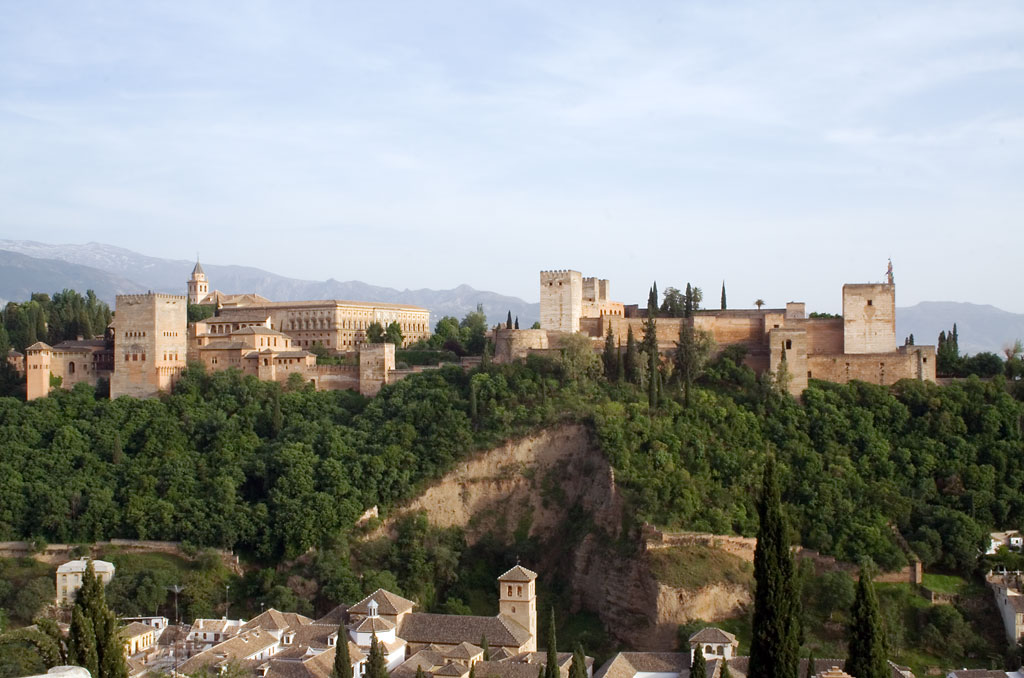
Het Alhambra

Ozmyn en Benzayda zitten in een bos en zijn er zich goed van bewust dat hun geluk en hun leven van de Spanjaarden afhangen. Selin, Benzayda’s vader, is op de vlucht geslagen en gaat zich in het bos verschuilen. Middelerwijl gaat Benzayda hulp halen in het Spaanse legerkamp. Ozmyns vader Abenamar stuit in het bos op Selin en zijn zoon, en is vastberaden Selin te doden. Ozmyn wil dit verhinderen (niettegenstaande het feit dat Selin hem in het vijfde bedrijf van deel I wilde ombrengen), en zichzelf opofferen voor de vader van zijn geliefde. Abenamar is razend omdat zijn zoon naar de gehate Zegries is overgelopen: hij erkent hem niet langer als zijn zoon en is van plan, beiden te doden. De twee partijen trekken hun zwaarden en kampen met elkander. Abdalla, de hertog van Arcos en een troep Spanjaarden onderbreken het gevecht.
Selin is diep ontroerd omdat Ozmyn zich voor hem wilde opofferen en adopteert hem als zijn zoon.
| Selin: My Son! — Ozmyn: My father! — Selin: Since by you I live, | Mijn zoon! — Mijn vader! — Ik leef dankzij u, |
| I, for you sake, your family forgive                             | En uw familie, die vergeef ik nu.             |
| Let your hard father still my life pursue;                       | Uw vader mag hardvochtig op mij azen;         |
| I hate not him, but for his hate to you                          | Alleen om uwentwille moet ik razen            |

Ten teken van zijn trouw aan Spanje, legt Abdalla aan hertog Arcos uit hoe de stad te veroveren valt. Lyndaraxa, die nog steeds het fort van Albaicín in haar bezit heeft, moet overtuigd worden, de Spanjaarden binnen te laten opdat zij de stad kunnen innemen.
Het Albaicín is — zo meent hijzelf — door Abdelmelech veroverd; Lyndaraxa geeft zich schijnheilig aan hem over en poogt hem ervan te overtuigen dat ze van hem houdt. Ze houdt hem dusdanig lang aan het lijntje dat in de tussentijd de Spaanse troepen naar binnen sluipen. Wanneer Lyndaraxa merkt dat Abdalla de bovenhand heeft gekregen, begint ze hem onmiddellijk te vleien. Ten langen leste arriveert Almanzor, die zijn diensten aan Almahide gaat aanbieden. Almahide schenkt hem ter aanmoediging een van haar sjaaltjes.

### Derde bedrijf
De komst van Almanzor zorgt ervoor dat de relatie tussen Boabdelin en Almahide bekoelt. Boabdelin is stikjaloers omdat Almahide een sjaaltje aan Almanzor heeft geschonken. De vijand is in aantocht, maar Almanzor heeft geen zin om te vechten; hij lijdt aan liefdesverdriet. De stad Granada dreigt te vallen en Boabdelin wordt door de hertog van Arcos gevangengenomen, tot groot verdriet van Almahide, die zich door Almanzor bedrogen voelt. Als compensatie jegens haar verzoekt hij Abdalla om de vrijlating van Boabdelin. Het lot van Selin is onzeker; in het strijdgewoel heeft Ozmyn hem uit het oog verloren.
Zulema komt zijn zuster Lyndaraxa een brief van prins Abdalla brengen, die een uitwisseling van gevangenen voorstelt. Abdalla zal voor Boabdelin verruild worden en Selin voor Ozmyn: Abenamar heeft Selin in zijn macht en eist dat zijn onteigende zoon Ozmyn zich aan hem uitlevert. Benzayda wil in zijn plaats naar het Alhambra trekken om zich aan Abenamar over te geven. Wanneer Benzayda de scène verlaten heeft, vertelt Ozmyn aan het publiek dat hij in het geheim orders aan de bewakers zal geven om Benzayda niet binnen te laten, daar hij de gedachte aan haar gevangenschap niet kan verdragen. Nadien is hij van plan zelfmoord te plegen.
Tijdens de gevangenenruil prijst hertog Arcos de oprechtheid en eerlijkheid van Almanzor, die zich naar eigen zeggen voorgenomen heeft, Almahide uit zijn hoofd te zetten. Lyndaraxa luistert hun gesprek af en zet haar zinnen op Almanzor, die zij meteen tracht te verleiden middels een dubbelzinnige aansporing om de stad voor hemzelf in te palmen.
| The king, like them, is fierce, and faithless too; | De koning is een bruut en achterbaks;     |
| How can I trust him who has injured you?           | Mijn wantrouwen voor hem was nog te laks. |
| Keep for yourself (and you can grant no less)      | Houd voor uzelf (het is u wel gegund)     |
| What you alone are worthy to possess.              | Alles waarop uw eer het heeft gemunt.     |
| Enter, brave sir; for, when you speak the word,    | Dring binnen, held; kondig uw orders aan. |
| These gates will open of their own accord          | De poorten zullen voor u opengaan         |

Met geduld biedt Lyndaraxa een luisterend oor wanneer Almanzor zijn hart uitstort. Uiteindelijk vangt ze echter bot, aangezien hij niet op haar avances ingaat. Zij verlaat kwaad het podium.

### Vierde bedrijf

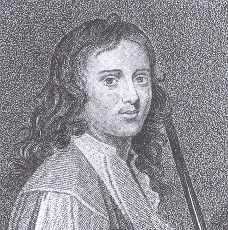
Michael Mohun speelde Abdelmelech

In het vierde bedrijf komt de apotheose van de confrontatie tussen de Abencerrajes en de Zegries, onder de vorm van het conflict tussen Selin en Abenamar. Ozmyn gaat zichzelf als gevangene aan Abenamar presenteren, teneinde zijn adoptiefvader Selin vrij te krijgen. Onverwachts betreedt echter ook Benzayda de kamer. Abenamar verkneukelt zich omdat hij thans zowel zijn vervreemde zoon als de dochter van zijn vijand in zijn macht heeft. Hij is bereid Benzayda vrij te laten omdat ze Ozmyns leven heeft gered, met dien verstande dat hij alle contact met haar verbreekt. Dat is ondenkbaar; ze willen tezamen leven of tezamen sterven. Op zijn beurt biedt Selin aan, zich voor de twee op te offeren, hetgeen Benzayda dan weer niet kan verdragen. Ze zweert de naam van Zegrí af. Ten langen leste wordt ook Abenamar ontroerd door zoveel heldhaftigheid, en laat zijn wraakplannen varen.
Prins Abdalla lijkt verslagen te zijn; hij komt het Albaicín binnen en stuit daar op Abdelmelech. De twee rivalen besluiten een eerbaar duel aan te gaan, waarbij Abdalla het onderspit delft. Abdelmelech dwingt Lyndaraxa toe te kijken hoe Abdalla sterft. Lyndaraxa poogt wederom haar verleidingskunsten op Abdelmelech toe te passen, doch het pakt niet meer. Abdelmelech laat haar in de boeien slaan. Buiten heeft Almanzor de Spaanse aanval kunnen afweren.
Het is avond. Een melancholische Almanzor gaat onder het balkon van de vertrekken van de koningin een lied zingen, ‘How unhappy a lover am I’. Hij geeft een diamant aan Esperanza om aan de koningin te overhandigen, vooraleer hij definitief afscheid wil nemen. Plotseling verschijnt de geest van zijn moeder. Almanzor heeft zijn ouders nooit gekend, en deze spookverschijning is het allereerste wezen dat hem ooit bang heeft gemaakt. Hij stelt haar vragen omtrent zijn afkomst. Het spook deelt hem mede dat hij van koninklijken bloede is en aan de verkeerde zijde strijdt: zijn moeder was namelijk christen. Indien Almanzor de stad niet verlaat, zal hij zich zware misdaden op de hals laden.
Tijdens haar nachtelijke wandeling komt Almahide met een fakkel voorbij, en er volgt een lang gesprek tussen haar en Almanzor. De koningin kan niet meer verdragen dat hij haar eerbaarheid dermate op de proef stelt, en wil zichzelf een mes in de borst planten, hetgeen Almanzor verhindert. De gehele tijd worden zij bespied door Zulema en Hamet, de broers van Lyndaraxa. Wanneer Almanzor vertrekt, gaan Zulema en Hamet achter de koningin aan.
Abdelmelech houdt Lyndaraxa onder bedwang, wanneer Almahide eensklaps verstoord over de scène rent. Lyndaraxa ontfutselt in het tumult Abdelmelechs zwaard. De koning komt op het rumoer af, en Lyndaraxa verklaart dat zij, Zulema en Hamet de koningin een avondlijk bezoek wilden brengen. De deur was echter gesloten, zo beweert ze, en door het sleutelgat konden ze Abdelmelech met de koningin bespieden. Overspel is een zeer ernstig vergrijp.
Almanzor weigert Lyndaraxa’s verhaal te geloven. Volgens de wet kan, als alternatief voor een lang aanslepend proces, ook een duel worden uitgevochten om de eer van de koningin te beslechten. Almanzor en zijn secondant Ozmyn zullen tegen Zulema en Hamet vechten. Voor Almanzor is dit een verliessituatie: wint hij het tweegevecht, dan verliest hij Almahide hoe dan ook aan Boabdelin. Verliest hij, dan moet Almahide sterven.

### Vijfde bedrijf, epiloog en essay

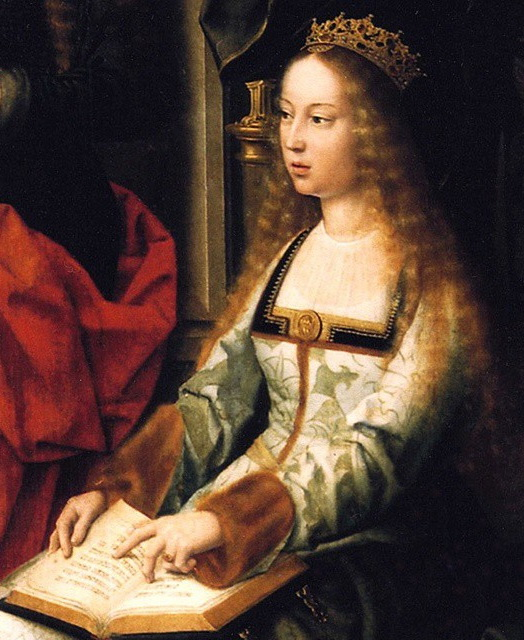
Isabella van Castilië

Almanzor en Abdelmelech voelen zich beiden tekortgedaan. Almanzor heeft geen zin om Abdelmelechs doodsvonnis te tekenen door Zulema en Hamet te doden; hij zou hem liever vrijlaten, maar in dat geval moet de koningin eraan geloven. Abdelmelech stelt dat alle eerbaarheid uit de wereld verzwonden is.
| Heaven is not heaven, nor are there deities; | Er is geen hemel, goden zijn een klucht;     |
| There is some new rebellion in the skies.    | Er hangt een nieuwe opstand in de lucht.     |
| All that was good and holy is dethroned,     | De troon van goed- en heiligheid geslecht,   |
| And lust and rapine are for justice owned.   | En wellust, plundering zijn thans het recht. |

Op de dag van het duel neemt Almahide met haar dienares Esperanza, die christen bljkt te zijn, plaats op een stellage. Het gevecht neemt een aanvang; Ozmyn wordt verwond, en Hamet wordt doorboord. Vanuit het publiek tracht Lyndaraxa de kamp te beïnvloeden door Almanzors aandacht af te leiden. Uiteindelijk heeft Almanzor Zulema op de grond liggen, en hij is klaar om te steken. Terwijl Almazor op hem inhakt, bekent Zulema dat het overspel van de koningin een verzinsel is: hij had zelf een oogje op haar en wilde haar aanranden, hetgeen door Abdelmelech verhinderd werd. Zulema sterft, en Selin verklaart dat zowel Almahide als Abdelmelech vrijgesproken is. Boabdelin verbant Lyndaraxa uit Granada.
Na het duel moet Almanzor zijn wonden laten verzorgen; Almahide zegt dat ze hem iets belangrijks te vertellen heeft. Boabdelin wordt opnieuw achterdochtig: Almahide verklaart zichzelf diep teleurgesteld in haar man, omdat hij dusdanig jaloers was dat hij haar zelfs ter dood zou hebben laten brengen. Thans wil Boabdelin, die ervan overtuigd is dat ze een affaire met Almanzor heeft, de vrijbuiter ombrengen. Tijdens hun onderonsje verzoekt Almahide Almanzor, haar voorgoed te verlaten: ze is op hem verliefd geworden, en dat is een onmogelijke situatie voor een koningin. Hun gesprek wordt heimelijk door Boabdelin gadegeslagen.
Boabdelin overvalt Almanzor; de beiden vechten, doch op dat moment meldt Abdelmelech dat Lyndaraxa uit wraak de Zegries aan de zijde van de Spanjaarden heeft geschaard, die momenteel de stad aan het innemen zijn. Koning Ferdinand beschouwt Lyndaraxa als een bondgenoot die hij wil belonen. De hertog van Arcos heeft de veldslag gewonnen: Granada is eindelijk Spaans geworden. Boabdelin is gesneuveld.
Hertog Arcos verhaalt het relaas van de strijd aan Ferdinand en Isabella, en hoe hij op een bepaald moment oog in oog met Almanzor stond. Eensklaps ontwaarde Arcos een getatoeëerd kruisje met een hart op de pols van Almanzor, die op het punt stond, toe te slaan. Een stem uit de hemel riep: „Dood niet uw vader!” Almanzor is de lang verloren gewaande zoon van de hertog; zijn moeder was de tante van Koning Ferdinand, en Almanzor is op een schip tijdens een storm geboren. Zijn moeder overleed in het kraambed.
Koningin Isabella betreedt triomfantelijk de scène, vergezeld van Lyndaraxa en een gevangen Abdelmelech. Ferdinand spreekt zijn enorme erkentelijkheid voor Lyndaraxa’s aandeel uit en verklaart haar tot bestuurster van Granada; zij bedreigt Abdelmelech ogenblikkelijk met zware vergeldingsmaatregelen. Abdelmelech steekt haar in de borst en vervolgens zichzelf. Met zijn laatste woorden verklaart hij dat hij een dwaas is geweest om voor haar te vallen, maar tenminste heeft hij, teneinde de eer te redden, ook haar moordenaar gedood. Lyndaraxa is nog geen minuut koningin geweest; met haar laatste woorden doet ze de Moren voor haar buigen.
| Bow quickly down, and your submission show; | Buigt snel en toont uw onderdanigheid;    |
| I’m pleased to taste an empire ere I go.    | Voordat ik sterf, proef ik van majesteit. |

Ferdinand laat de lijken van Lyndaraxa en Abdelmelech voorbereiden op een begrafenis. Het stuk eindigt met de voorstelling van Almanzor en Almahide aan Ferdinand en Isabella. Almahide rouwt om haar man, en bekent dat ze, op aansporing van Esperanza, tot de christelijke God gebeden heeft. Isabella ontfermt zich over haar en geeft haar een nieuwe naam, namelijk ‘Isabella van Granada’. Ferdinand benoemt Almanzor tot onderkoning. Almanzor en Almahide willen zich laten dopen, en na haar jaar van rouw wil Almahide met Almanzor huwen: zo zullen ze ten langen leste als koningspaar over Granada regeren. De laatste zin van het laatste bedrijf is: „Leve de grote Ferdinand en Isabella van Spanje!”
In de epiloog verkondigt Dryden dat de Engelse bevolking heden ten dage verfijnder is geworden dan in de dagen van Ben Jonson; in Every Man in his Humour zat nog veel platvloerse humor, die slecht bij de toon van het toneelstuk paste. Tegenwoordig heeft het publiek echter een betere smaak en is de Engelse taal gesofisticeerder geworden.
Deze epiloog was enigszins controversieel, en Dryden zag zich genoodzaakt een verhandeling te schrijven om zijn stellingen te verdedigen: Defence of the Epilogue or an Essay on the Dramatic Poetry of the Last Age, waarin hij dieper ingaat op het concept wit ofte geestigheid, en voorbeelden uit Ben Jonson, William Shakespeare en John Fletcher aanhaalt om te illustreren dat hun gebreken een gevolg waren van het feit dat zij in ‘ruwere’ tijden leefden. Een goed toneelstuk is zuiver gestructureerd en eloquent, wars van elementen die niet op hun plaats zijn.

## Receptie
Het succes van The Conquest of Granada wierp voor Dryden onmiddellijk financiële vruchten af. Hij ontving £ 500 als beloning van het hof en de koning betaalde hem een lening van hetzelfde bedrag terug, die Dryden Karel drie jaar voordien verstrekt had. Dryden was sinds zijn eerste dramatische pogingen duidelijk vaardiger geworden en had nu aanzienlijk aan zelfvertrouwen gewonnen. Hij zou tragedies in rijmende coupletten blijven schrijven tot 1675, toen hij in het voorwoord van Aureng-Zebe verklaarde dat hij rijm beu was geworden. Critici als Buckingham en Thomas Shadwell diende hij van repliek: hij vergeleek het werk van een dichter met dat van een pistolen- of horlogemaker. In beide gevallen is de grondstof, ijzer of zilver, niet het eigendom van de ambachtsman, maar datgene wat eruit vervaardigd wordt, en de uiteindelijke waarde van het afgewerkte product bepaalt, is louter afhankelijk van het kunnen van de vakman. Op persoonlijk vlak werd Dryden verweten dat hij Anne Reeves een rolletje had bezorgd omdat hij een affaire met haar had.
De vrouw van dagboekschrijver John Evelyn woonde de première aan het hof bij en was er buitengewoon enthousiast over. Naar haar mening werd hier een onbezoedeld Utopia op de bühne gebracht, en ze vond het verwonderlijk dat de auteur hiervan iemand kon zijn die in een tijdperk was geboren waarin de moraal in verval was geraakt. Buckinghams satire The Rehearsal schaadde Drydens reputatie destijds niet: hij genoot de gunst van de koning en had er met zijn toneelstuk op gelet dat hij zowel de hertog van York had gevleid als de bastaardzoon van de koning, Monmouth, wiens vrouw een van zijn eerste begunstigers was geweest. The Conquest of Granada had hem geen windeieren gelegd en op politiek vlak had hij zichzelf handig ingedekt.
In latere eeuwen, zeker sinds de Romantiek, is de waardering voor The Conquest of Granada in misprijzen veranderd. De enorme complexiteit van het stuk, in combinatie met de bijwijlen zwaar pathetische monologen, worden als voorbeeld van barokke overdaad aangehaald. Larman (2014) noemde de hoogdravende speeches van Almanzor ‘hilarisch introspectief’ en ‘bombastisch’.